# Strijder (film)
Strijder (gestyleerd als Strijd3r) is een Nederlandse film uit 2022, geregisseerd door Camiel Schouwenaar. De film vertelt het verhaal van de 12-jarige Dylan Haan die bij een ongeluk een dwarslaesie oploopt, maar niet wil accepteren dat hij nooit meer kan voetballen.

## Verhaal
Dylan en Youssef zijn klasgenoten, beste vrienden en zitten in hetzelfde elftal. Als ze een aankondiging zien voor de Touzani-cup, zijn ze vastbesloten mee te doen en die te winnen. Na een wedstrijd lopen Youssef en Dylan al voetballend naar huis. De bal rolt op de straat en Dylan wil die gaan pakken. Dan wordt Dylan aangereden door een auto en komt hij in het ziekenhuis terecht. Daar wordt bij Dylan een dwarslaesie vastgesteld. Dylan is echter vastbesloten om weer helemaal beter te worden en wordt hierbij aangemoedigd door Touzani (die alleen voor Dylan zichtbaar is). Als Dylan weer thuis is uit het ziekenhuis wil hij weer meevoetballen. Hij is er van overtuigd dat dit kan als dit ook op het pleintje lukt. Zijn vader en coach toont aan dat Dylan niet kan meespelen, waarna Dylan kwaad wegrijdt in zijn rolstoel. Dylan probeert op meerdere manieren om weer mee te kunnen voetballen, maar hij vindt geen manier en bij de Touzani-cup is hij assistent-coach onder zijn vader. Als Youssef kwaad wegloopt van het toernooi omdat hij, na gewisseld te zijn, ruzie krijgt met zijn vader gaat Dylan hem achterna. Dylan weet hem over te halen dat hij mee terug moet komen om de finale te spelen. Terug aangekomen bij het toernooi zegt Youssef niet te willen spelen als Dylan niet mag spelen. De rest van het team sluit zich bij hen aan. Waarop de vader van Dylan met de scheidsrechter gaat praten. Het is uiteindelijk Touzani die Dylan aankondigt als speler. Tijdens het spelen ontdekt Dylan dat hij meer tot last is, en besluit zichzelf te laten wisselen, waarna het team de Touzani-cup wint.

## Rolverdeling
| Acteur                     | Personage           | Opmerkingen   |
| -------------------------- | ------------------- | ------------- |
| Maik Cillekens             | Dylan               | hoofdrol      |
| Anouar Kasmi               | Youssef             | hoofdrol      |
| Kailani Busker             | Maya                |               |
| Mohammed Tijani            | Mimoun              |               |
| Martijn Fischer            | Dennis              | vader Dylan   |
| Maartje van de Wetering    | Marjan              | moeder Dylan  |
| Walid Benmbarek            | Tarek               | vader Youssef |
| Soufiane Touzani           | Zichzelf            |               |
| Danilo Lopez               | Orsenio             |               |
| Kai Hofstra                | Brian               |               |
| Dylan Monteiro Semedo      | Riley               |               |
| Justin Breeveld            | Pepijn              |               |
| Martin van Waardenberg     | buschauffeur        |               |
| Terence Schreurs           | Romana              |               |
| Jonathan Huisman           | Niels               |               |
| Bram Van der Heijden       | huisarts            |               |
| Eva Wennekers              | Tess                |               |
| Naomi van der Linden       | juf                 |               |
| Ky-Yara Lantveld           | Ki-Yara             |               |
| Norah de Haan              | Norah               |               |
| Ali Ben Horsting           | arts                |               |
| Indira Flipse              | Indira              |               |
| Mustafa Duygulu            | scout               |               |
| Korneel Evers              | scheidsrechter      |               |
| Sander de Kramer           | aankondiger         |               |
| Koert Westerman            | tv omroeper         |               |
| Amir Zamrouai              | kreunende jongen    |               |
| Guillermo Lansman          | coach tegenstander  |               |
| Ard van Wely               | opa Brian           |               |
| Robin van Gestel           | coach De Maasvogels |               |
| Madin Salhi                | De Maasvogels       |               |
| Melle Dudink               | De Maasvogels       |               |
| Griffin Njamin             | De Maasvogels       |               |
| Alouisio Fortes alias Lulu | De Maasvogels       |               |
| Fedde Schoeber             | De Maasvogels       |               |
| Salah El Baghouri          | De Maasvogels       |               |

## Release
De film ging in première op 28 mei 2022 op het filmfestival van Zlín. Strijder werd in de Nederlandse bioscopen uitgebracht op 21 juli 2022.

## Prijzen
De film won tijdens Cinekid Festival 2022 de publieksprijs Beste Nederlandse Kinderfilm.